# توربو لينكس
توربو لينكس (بالإنجليزية: Turbolinux)‏ هي توزيعة لينكس يابانية ملغية تستهدف المستخدمين الآسيويين.